# عامل مناجم

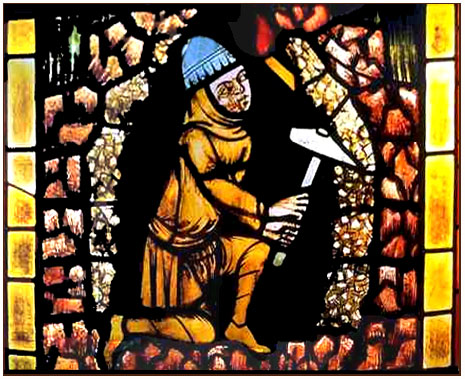
عامل مناجم فريبورج، نافذة زجاج ملون، 1330

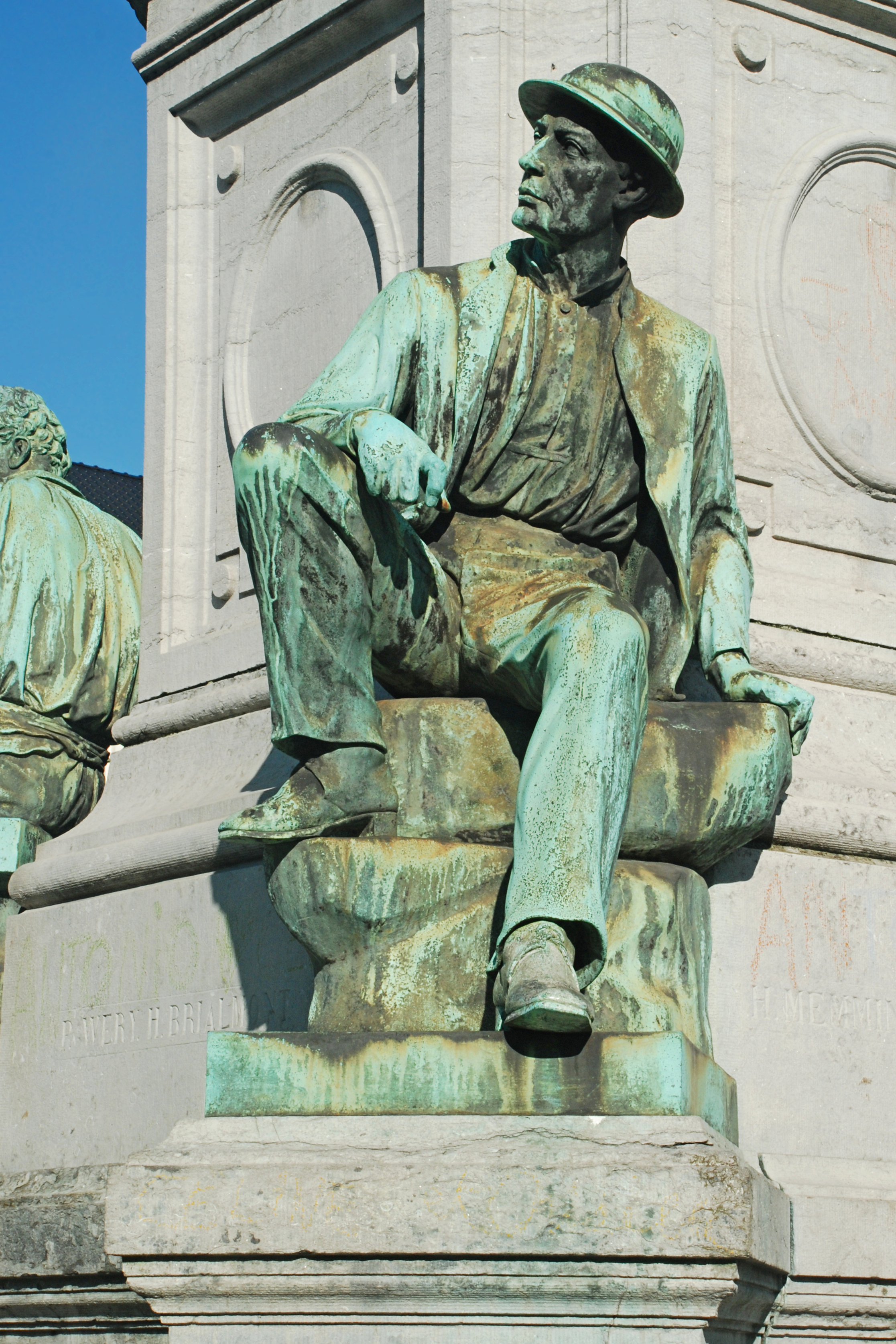
تمثال عامل مناجم (نُصب تذكاري لجون كوكريل في بروكسل)

إن المُعدِّن أو عامل المنجم هو الشخص الذي يستخرج الخام أو الفحم أو الطباشير أو الطين أو معادن أخرى من الأرض من خلال عملية التعدين. يُستخدَم هذا المصطلح بمعنيين، فالمُعدّن بمعناه الضيق هو الشخص الذي يعمل في الصخر، سواء بالقطع أو التفجير أو العمل على الصخور ونقلها بطريقة أخرى. أما بالمعنى الواسع، فـالمُعدّن هو أي شخص يعمل داخل منجم، وليس مجرد العمل على الصخور فقط.
يعد التعدين من أخطر الأعمال في العالم.، وفي بعض الدول، لا يتمتع عمال المناجم بأي ضمانات اجتماعية، وإذا تعرضوا للإصابة، يُتركوا للتعامل معها بأنفسهم بدون مساعدة.
إن المناطق ذات التاريخ الطويل في مجال التعدين، يوجد بها العديد من المجتمعات التي طورت العديد من التقاليد الثقافية الخاصة بمختلف المناطق، ويتمثل ذلك في أشكال معدات معينة، وفي الرمزية، والموسيقى، وما شابه.

## الأدوار
يلعب عامل المناجم الفرعي أدوارًا ووظائف مختلفة، والعديد من تلك الأدوار مرتبطة بنوع تعدين معين، مثل تعدين الفحم. إن الأدوار التي تعتبر من أدوار «المُعدنين» بالمعنى الضيق تشمل:
- الكسار (ويُسمى أحيانًا بـ «عامل المعول»)، ووظيفته هي تكسير الصخور
  - الفحام، الكسار الذي يكسر الفحم باستخدام معول.
- الحفار، الذي يستخدم حفار صخور لعمل ثقوب لوضع الديناميت أو المتفجرات الأخرى

تشمل الوظائف الأخرى في المناجم التي لا تتضمن كسر الصخور (وبالتالي مناسبة للمعنى الواسع):
- الحمّال (ويُسمى أيضًا بـ «المُقيِّد») الذي يُحمّل عربات التعديل بالصخور.
- الدافع (ويُسمى أيضًا «الجرار»)، الذي يجر العربات في أنحاء المنجم.
- دافع عربة اليد، الذي ينقل الفحم المكسور من المنجم باستخدام عربات اليد.
- المُعجّل، الذي ينقل عربات الفحم من المنجم إلى السطح.
- الخشّاب، الذي يصمم ويركب الدعامات الخشبية لدعم الجدران والسقف في منجم تحت الأرض.

علاوةً على عمل عمال المناجم تحت الأرض، يوظف المنجم عمالاً آخرين لأداء وظائف على السطح، مثل موظفي المكتب المتنوعين، وهذا يشمل:
- عامل الفرامل، الذي يُشغّل محرك الرياح.
- عامل التكسير الذي يكسر الفحم.
- مهندس بنية الطوارئ، الذي يتأكد من التعامل مع أي حالات انهيار للصخور عند حدوثها.

## عمال المناجم المعاصرين

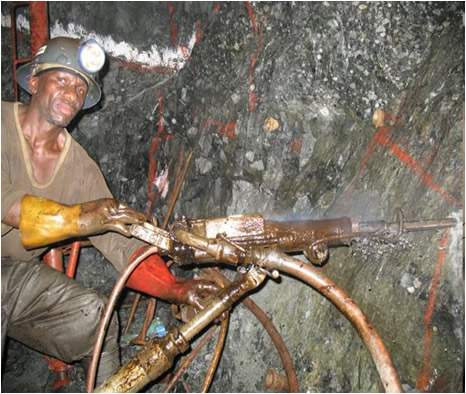
عامل منجم يؤدي عمله

يستخدم مهندسو التعدين مبادئ الرياضيات والعلوم لتطوير حلول اقتصادية للمشاكل التقنية التي يواجهها عمال المناجم. في معظم الحالات، يلزم الحصول على درجة البكالوريوس في الهندسة أو هندسة التعدين أو الهندسة الجيولوجية، ويحتاج عمال المناجم ومهندسو التعدين إلى مواصلة تعليمهم نظرًا لأن التكنولوجيا تتغير باستمرار.
تشمل أساسيات هندسة التعدين العثور على المعادن والفحم واستخراجها وتحضيرها. تستخدم هذه المنتجات المُعدّنة في توليد الطاقة الكهربائية والصناعات التحويلية. ويشرف مهندسو التعدين أيضًا على إنشاء عمليات المناجم تحت الأرض وإيجاد طرق لنقل المعادن المستخرجة إلى مصانع المعالجة.

## مُعدنو العملات الرقمية
إن التعديل في مجال العملات الرقمية معناه استخراج العملات، مثل البيتكوين، والمُعدّن هنا هو جهاز كمبيوتر، أو مجموعة من أجهزة الكمبيوتر، التي تصنّع العملات الرقمية. تتحقق أجهزة الكمبيوتر من صحة المعاملات باستمرار، وتُكافأ بعملات رقمية كحافز لمواصلة التعدين. تستهلك تلك العملية كَم هائل من الطاقة الكهربية، كما أنها مكلفة جدًا، وتغري الطامعين بشدة كما حدث أيام البحث عن الذهب. إن العملات الرقمية نادرة ومكلفة مثلها مثل الذهب، وتعتمد على المضاربة المالية. ولذلك تُقارَن عادةً بـ «التنقيب عن الذهب».

## المعرض

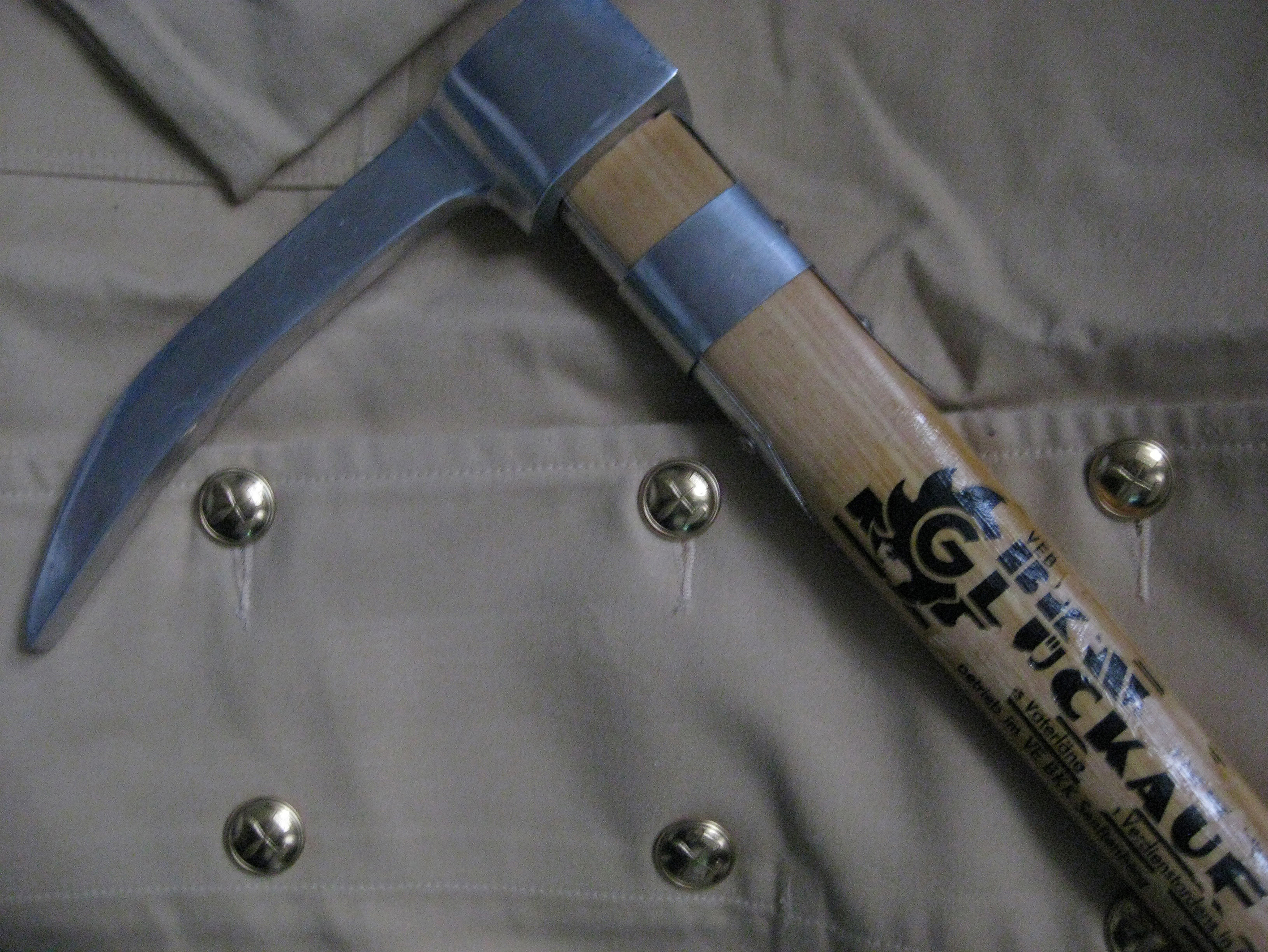
المطرقة الاحتفالية لعامل المناجم كومبيانت سينفتينبرج (GDR)، مع زي موحد شرفي.
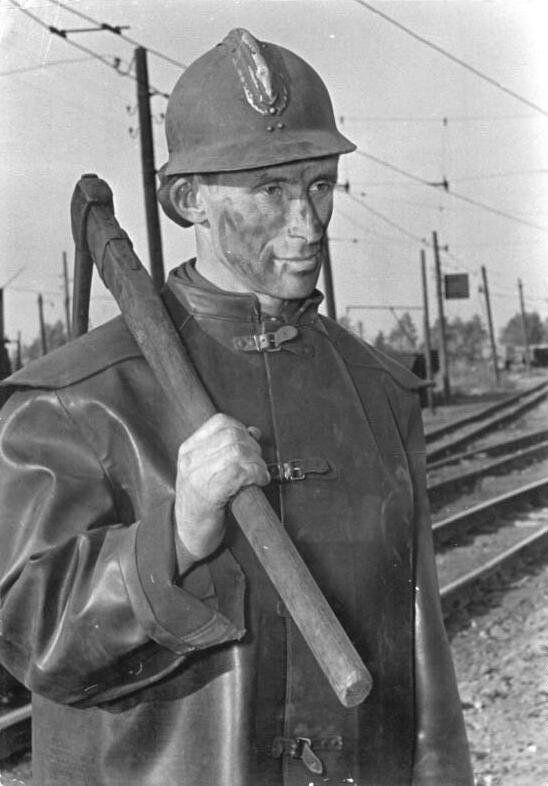
عامل مناجم فخم بُني يحمل معولاً، ألمانيا الغربية . 1952
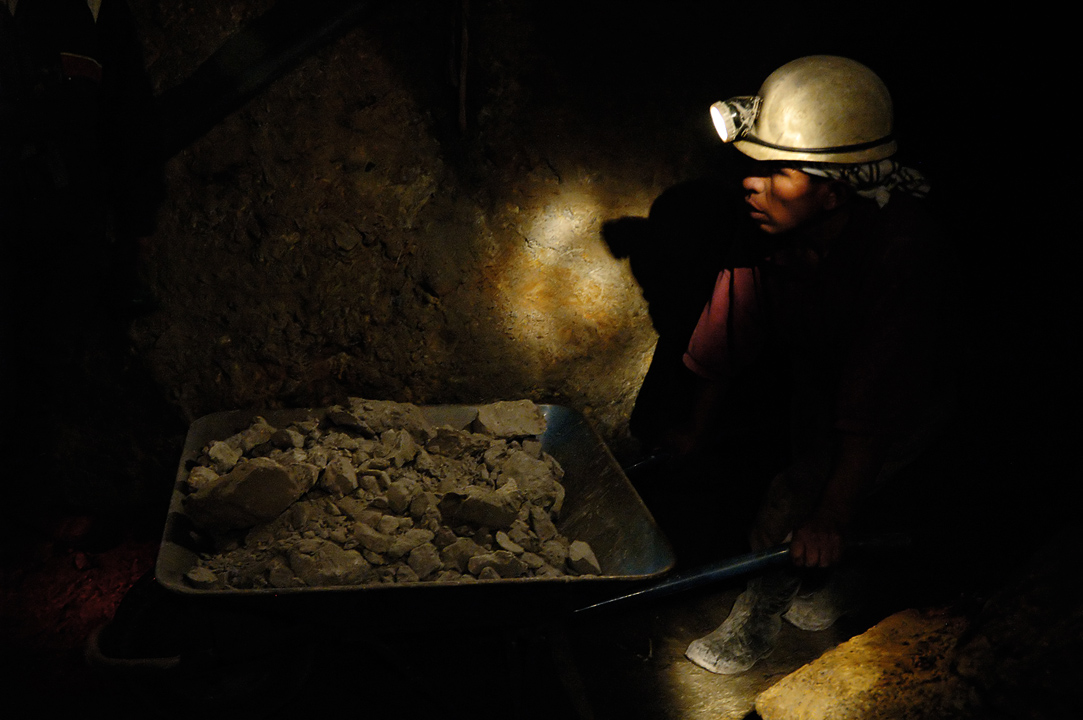
عامل مناجم في منجم في "سيرو ريكو" في بوتوسي، بوليفيا، 2006
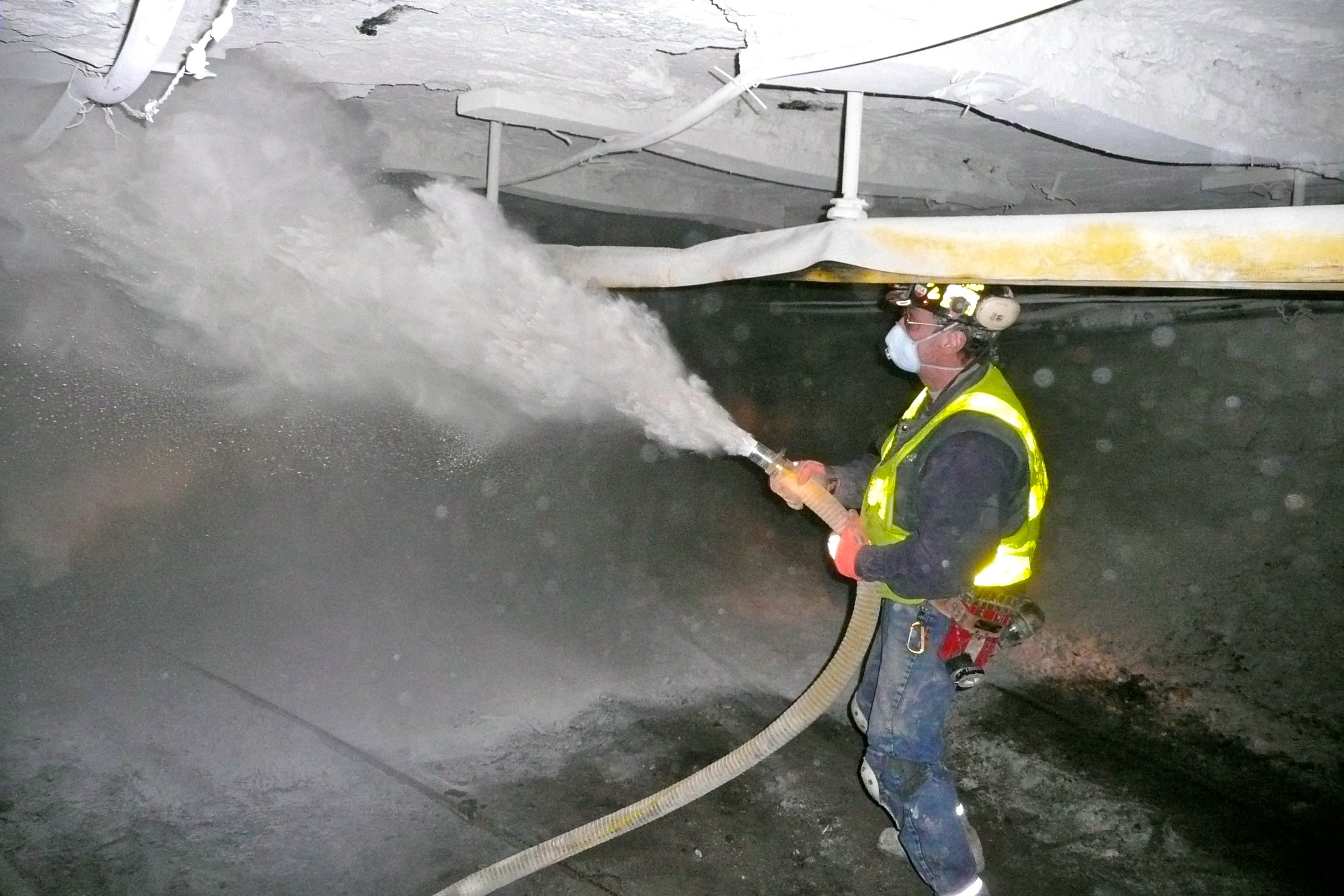
عامل مناجم يرش غبار الصخور في منجم في ويست فيرجينيا، 2009
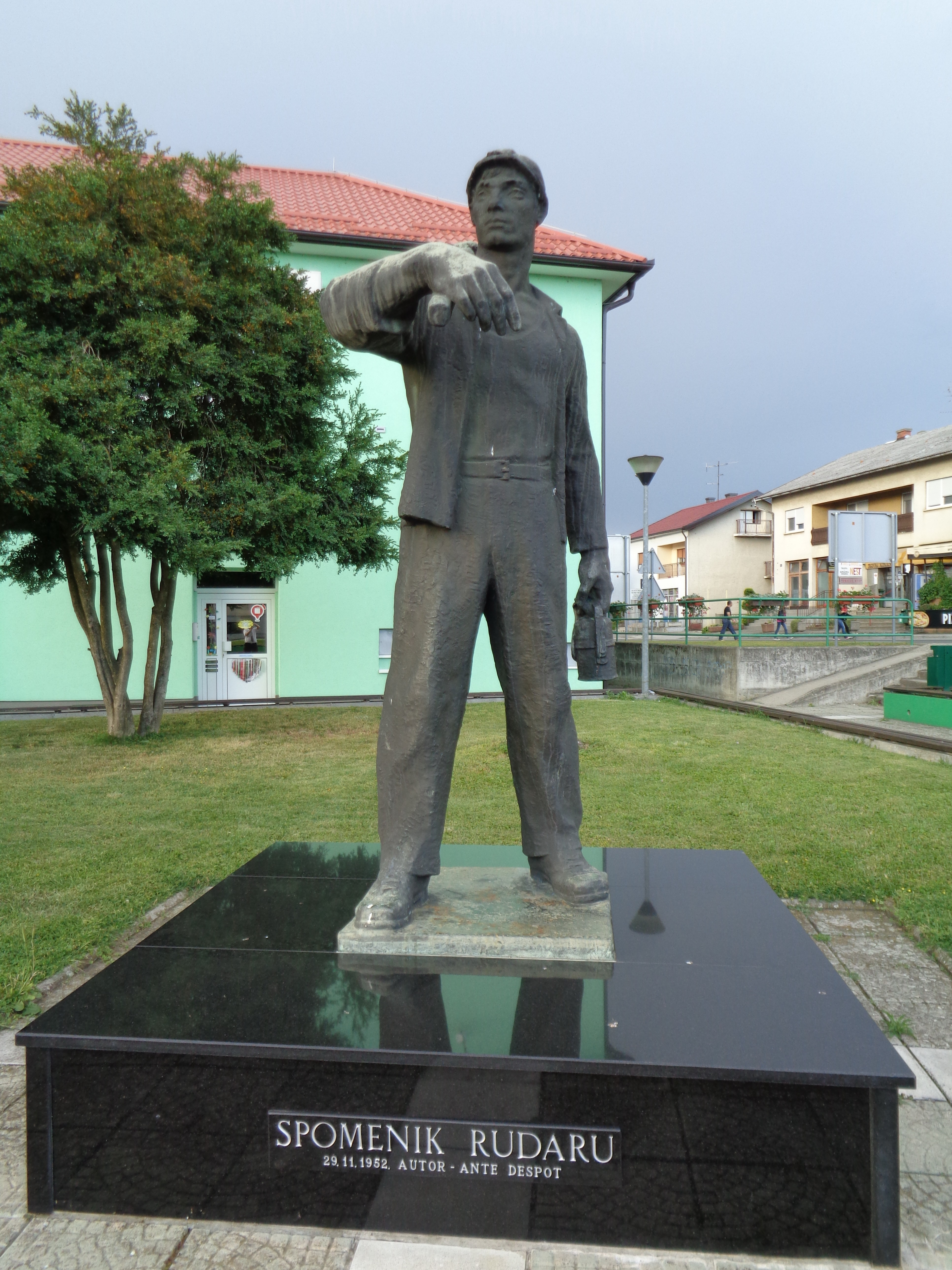
نصب تذكاري لعامل مناجم في مورسكو سريديك، كرواتيا
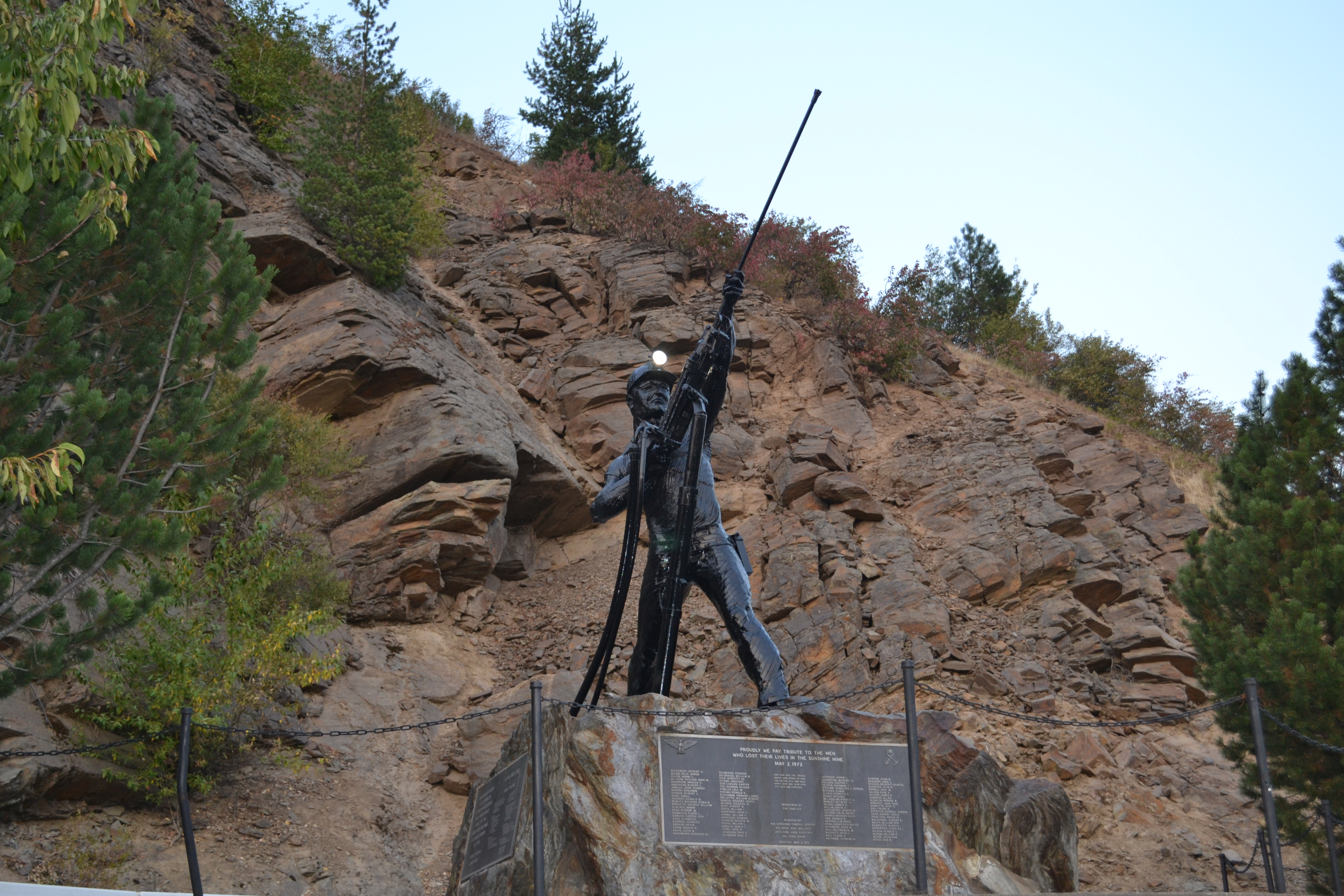
نصب صان شاين التذكاري لعمال المناجم في سيلفر فالي في ولاية آيداهو